# União Latino-Americana de Tecnologia
A União Latino-Americana de Tecnologia (ULT), é uma instituição privada de ensino superior, com sede em Jaguariaíva, Paraná, Brasil.
A instituição foi fundada em dezembro de 2002 com a denominação Faculdade Jaguariaíva (Fajar), tendo as atividades iniciadas em fevereiro de 2003. Em 2011 a Instituição, que se denominava Fajar, passou a se chamar União Latino-Americana de Tecnologia (ULT).